# Erich Gniffke

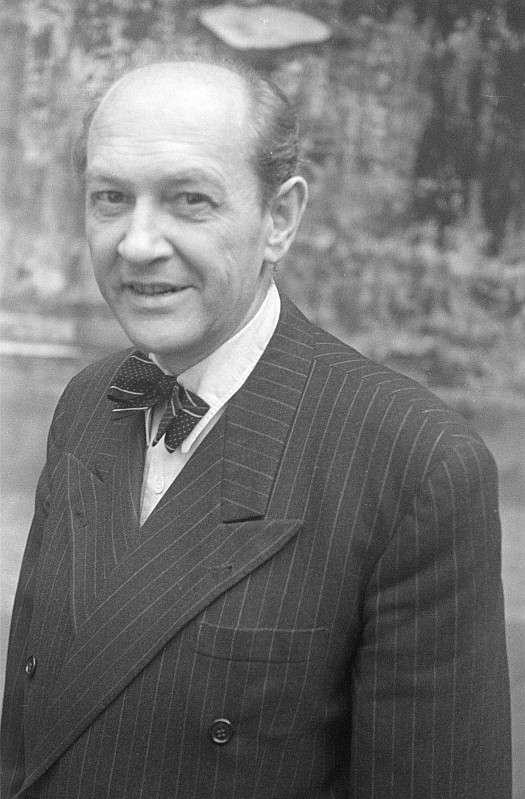
Erich Gniffke (1945)

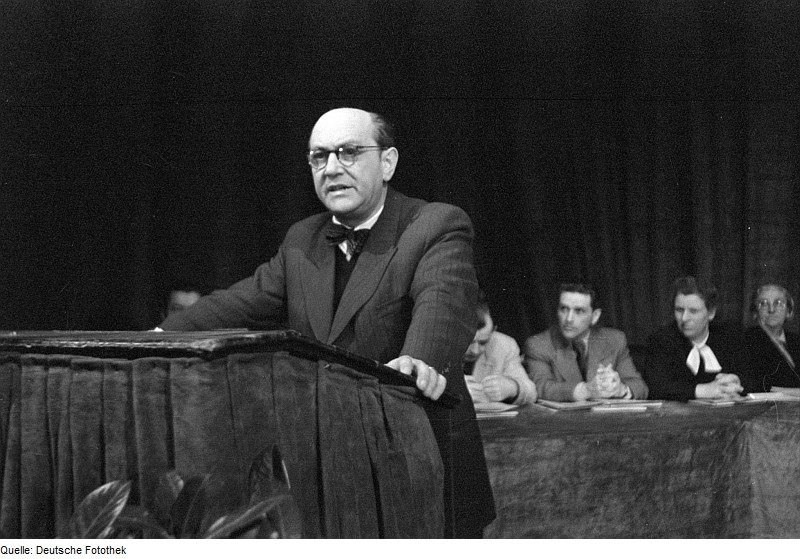
Erich Gniffke am Rednerpult (1946)

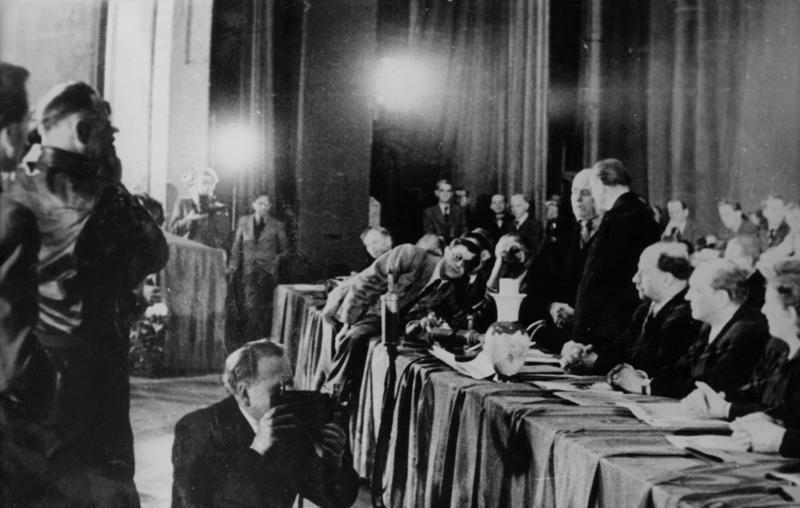
Erich Gniffke (2. v. r.) auf dem Vereinigungsparteitag der KPD und der SPD zur SED, Händedruck zwischen Otto Grotewohl und Wilhelm Pieck, 3. v. r.: Walter Ulbricht

Erich Walter Gniffke (* 14. Februar 1895 in Elbing; † 4. September 1964 in Bad Kissingen) war ein deutscher Politiker (SPD, SED).

## Biografie
Erich Gniffke wurde in Westpreußen als Sohn eines Werftarbeiters geboren. Nach dem Besuch der Volksschule arbeitete er zunächst als Laufbursche, bevor er von 1909 bis 1913 eine kaufmännische Lehre erfolgreich absolvierte. Als 18-Jähriger wurde er 1913 Mitglied der SPD. Unterbrochen durch zwei Jahre Wehrdienst im Ersten Weltkrieg arbeitete er bis 1920 bei den Komnick-Werken in Elbing. Die nächsten vier Jahre war er Prokurist in einer Chemikalienhandlung. Von 1924 bis 1926 war er Mitinhaber und Geschäftsführer der Im- und Exportfirma „Gniffke u. Co.“.
Obwohl Gniffke beruflich eher auf Seiten der Unternehmer stand, war er seit 1923 aktives Mitglied im Zentralverband der Angestellten. Ab 1926 wurde er vom Allgemeinen freien Angestelltenbund als hauptamtlicher Funktionär in Elbing angestellt. 1929 wechselte er als Gewerkschaftsführer und Bezirksleiter nach Braunschweig. Politisch aktiv war er als Mitglied des Landesvorstands der SPD, in dem er eng mit dem damaligen Vorsitzenden Otto Grotewohl zusammenarbeitete, und im Reichsbanner Schwarz-Rot-Gold. In diesem stieg er zum Gauführer auf. Der Freistaat Braunschweig war eine Hochburg der NSDAP, in dem diese schon 1930 in die Regierung eingetreten war. Gniffke setzte sich vehement für die Verteidigung der Demokratie ein. Weil er die Regierung mit NSDAP-Beteiligung angegriffen hatte, wurde er 1932 wegen Landfriedensbruchs verurteilt. 1933 wurde er in Schutzhaft genommen und war anschließend arbeitslos.
Von Ende 1933 bis 1935 arbeitete er als Revisor beim Kartell der Dachpappenfabrikanten. 1936 übernahm er den Generalvertrieb für Heizkessel und Heizungsherde der Firma „Heibacko“. Dort war er ein führendes Mitglied des sozialdemokratischen Widerstands gegen das NS-Regime in der sogenannten Heibacko-Gruppe, die dazu diente persönliche Kontakte zu erhalten und das wirtschaftliche Überleben ihrer Mitglieder zu gewährleisten. Echten Widerstand konnte sie nicht organisieren. In seinem Büro hatte er Otto Grotewohl beschäftigt. Gemeinsam mit diesem wurde er im August 1938 wieder im Rennelberg-Gefängnis inhaftiert. Er selbst musste sieben Monate in Einzelhaft verbringen und wurde nach der Haftentlassung an seinem neuen Wohnort Berlin dauernd überwacht. Trotzdem hielt er weiter Kontakt zum sozialdemokratischen Widerstand.
Gegen Ende des Zweiten Weltkriegs wurde er zum Volkssturm verpflichtet, aus dem er desertierte. Unmittelbar nach der Befreiung vom Nationalsozialismus im Mai 1945 begann er gemeinsam mit Grotewohl in Berlin in der sowjetischen Besatzungszone mit dem Wiederaufbau der SPD. Nachdem die Aktivitäten mit denen der Gruppe um Max Fechner zusammengefasst worden waren, gelang dies, wenn auch mühevoll und ohne Unterstützung durch die Besatzungsmächte. Die Sowjetische Militäradministration in Deutschland (SMAD) hatte nach dem SMAD-Befehl Nr. 2 begonnen, die vorher schon in Moskau vorbereitete Organisation der KPD als zentralistische Partei zu fördern. Beim Aufbau der SPD spielte Gniffke wegen seines organisatorischen Talents eine wesentliche Rolle. Als sich der Gründerkreis im Juni als Zentralausschuss konstituierte, wurde er dort Mitglied. Unter der Vereinbarung der Sozialdemokraten mit der KPD vom 19. Juni 1945 und der Einheitsfronterklärung im Rahmen der Zwangsvereinigung von SPD und KPD zur SED stand jeweils seine Unterschrift als erste von Seiten der SPD.
Innerhalb der SPD war Gniffke eher der Organisator, während der ehrgeizigere Grotewohl der bessere Redner war. Grotewohl hatte auch die besseren Beziehungen zu Wilhelm Pieck, welcher mit Hilfe der SMAD versuchte, die SPD in einer zukünftigen „Einheitspartei“ zu „vernichten.“ Kurt Schumacher, Vorsitzender der SPD in den drei westlichen Besatzungszonen, hatte sich von Anfang an strikt gegen die Zwangsvereinigung von SPD und KPD zur SED ausgesprochen. Wie die Mehrheit im östlichen Zentralausschuss folgte Gniffke dieser Meinung nicht. Gniffke versuchte mit der SMAD zu taktieren und die SPD zur stärksten Partei zu machen, was gegen Ende 1945 auch gelang. Als der Zentralausschuss daraufhin einen Führungsanspruch der SPD formulierte, geriet die Partei unter starken Druck von Seiten der KPD und der SMAD. Innerhalb der östlichen SPD kam es zu Differenzen zwischen Grotewohl und Gniffke, die nur notdürftig im November 1945 ausgeräumt wurden. An den Vorbereitungen zur Rede von Grotewohl auf einer gemeinsamen Konferenz von KPD und SPD im Dezember 1945, in welcher sich Grotewohl gegen die KPD aussprach, war Gniffke beteiligt, ohne sich selbst mit einem Redebeitrag auf der Konferenz zu beteiligen.
Beim Vereinigungsparteitag am 21. und 22. April 1946 wurde Gniffke als eines von 14 Mitgliedern in das Zentralsekretariat der SED gewählt. In den Wochen davor hatten viele geglaubt, er würde wie beispielsweise Gustav Dahrendorf oder Karl Germer versuchen, die SPD nach der Flucht in den Westen von dort zu bewahren, nachdem er schon im Februar vorhergesehen hatte, dass die KPD alle Schlüsselpositionen in der neuen Partei besetzen würde und die SPD aufhören würde zu existieren. Geblieben ist er dann wahrscheinlich aus Konkurrenz zu Kurt Schumacher und aus Solidarität und Verantwortung gegenüber den 700.000 SPD-Mitgliedern, die in der Mehrzahl auch in der SBZ bleiben mussten. Nach der Vereinigung wurde die SPD und von deren ehemaligen Mitgliedern besonders Gniffke schnell zurückgedrängt. Während seiner Reisen in der SBZ bemerkte er schnell eine Stalinisierung der SED und dass Sozialdemokraten von Positionen entfernt wurden. Da die SMAD ihm nicht vertraute und Grotewohl sich als Kommunist gab, wurde Gniffke innerhalb von Partei und Gesellschaft schnell isoliert. Im Juni 1947 fuhr er gegen den Willen von Walter Ulbricht zur Ministerpräsidentenkonferenz nach München, woraufhin Sergei Iwanowitsch Tjulpanow von der SMAD nach Moskau meldete, dass Gniffke wenig zu vertrauen sei.
Er wurde zwar auf dem 2. Parteitag der SED im September 1947 wieder in den Parteivorstand gewählt, aber spätestens nach einer oppositionellen Rede anlässlich des 100. Jubiläums der Revolution von 1848 war er weiter isoliert. Gniffke blieb allerdings Landtagsabgeordneter in Mecklenburg-Vorpommern und wurde im März 1948 zum Vorsitzenden des Sekretariats des Deutschen Volksrats gewählt. Dies war wohl der Beginn seiner Abschiebung. Am 27. September 1948 wurde er, mit Hinweis auf seine Arbeit im Volksrat, vom Zentralsekretariat aller Funktionen enthoben, was von der SMAD ausdrücklich begrüßt wurde. Dies war die Folge seines eher zaghaften Widerstands gegen die Umwandlung der SED zu einer Partei neuen Typus, der sich meist nur in kleinen sprachlichen Feinheiten äußerte, in denen er beispielsweise anstelle des Begriffs Partei neuen Typus öffentlich von den Marxisten sprach.
Am 28. Oktober 1948 schrieb Erich Gniffke seinen Austrittsbrief aus der SED, in dem er vor allem Walter Ulbricht angriff. Darin zählte er alle ihm bekannten Fakten der Stalinisierung auf. In dem Brief sah er voraus, dass die „Partei neuen Typus“ zur Vernichtung aller demokratischen Rechte und zu einer totalitären Diktatur führen werde. Dies wolle er nicht mittragen.
Nachdem Grotewohl am Abend des 29. Oktober vergeblich versucht hatte, Gniffke zum Verbleib in der Partei zu überreden, hielt er am 30. Oktober in einer außerordentlichen Sitzung des Parteivorstands eine lange Rede gegen Gniffke, in der er diesen kriminalisierte. Daraufhin erfolgte der Parteiausschluss von Gniffke und wurden Untersuchungsverfahren gegen dessen Freunde und Bekannte angeordnet.
Erich Gniffke flüchtete zuerst nach Frankfurt am Main. Dort half ihm Gustav Dahrendorf, die anfängliche wirtschaftliche Notlage zu überwinden. Im Westen betätigte er sich wieder als Geschäftsmann, ab 1953 als Selbstständiger. 1953 zog er in die Eifel, wo er 1959 SPD-Kreisvorsitzender im Landkreis Daun wurde.
Er starb 1964 in Bad Kissingen an einem Herzinfarkt. 1966 wurden seine Erinnerungen unter dem Titel Jahre mit Ulbricht veröffentlicht. In einem Vorwort verweist Herbert Wehner auf die Zwangslage, in der sich Erich Gniffke befunden hatte, und merkt an, dieser habe sich nicht geschont.
Erich Gniffke ist Großvater von Kai Gniffke.

## Werke
- Der SED-Funktionär. Dietz Verlag, Berlin 1947.
- Jahre mit Ulbricht. Verlag Wissenschaft und Politik, Köln 1966.
- Erich Gniffke: 400 000 Westdeutsche wollten die SED (Der Spiegel 18/1966)